# 3953 Perth
För andra betydelser, se Perth.
3953 Perth eller 1986 VB6 är en asteroid i huvudbältet som upptäcktes den 6 november 1986 av den amerikanske astronomen Edward L.G. Bowell vid Anderson Mesa Station. Den är uppkallad efter Perth-observatoriet.
Asteroiden har en diameter på ungefär 4 kilometer och den tillhör asteroidgruppen Flora.